# Florin Medeleț
Florin Medeleț (n.24 aprilie 1943 - d.8 iunie 2005) a fost un istoric, arheolog și muzeograf român. A făcut studiile universitare la Cluj. După ce a absolvit facultatea, din 1965 și până în 1991 a lucrat la Muzeul Banatului din Timișoara. Aici a fost muzeograf, muzeograf principal, șef de secție, director adjunct științific, și mai apoi director. Din 1991 a lucrat la Institutul român de tracologie. A scris peste 150 de articole și studii în arheologie în care a prezentat cercetările sale despre cetăți, necropole, așezări dacice dispuse în Banat și Transilvania.

## Opera
- Medeleț, Florin, Ziman, Mihai, O cronică a revoluției din Timișoara, Timișoara, Muzeul Banatului, 1990
- Medeleț Florin, Buruleanu, Dan, Timișoara, Povestea orașelor sale